# 鷲塚針原駅
鷲塚針原駅（わしづかはりばらえき）は、福井県福井市川合鷲塚町にある、えちぜん鉄道三国芦原線の駅。駅番号はE32。駅舎本屋は国の登録有形文化財に登録されている。
三国芦原線と相互直通運転を実施している福井鉄道福武線の列車の乗り入れは当駅までとなっている。

## 歴史
- 1928年（昭和3年）12月30日：開業[1]。
- 2001年（平成13年）6月25日：京福電気鉄道越前本線列車衝突事故による全線運行休止により休業。
- 2003年（平成15年）
  - 2月1日：えちぜん鉄道が承継[3]。
  - 7月20日：営業再開[3]。
- 2011年（平成23年）7月25日：駅舎が国の登録有形文化財として登録される[2]。
- 2016年（平成28年）3月27日：当駅 - 田原町間で福井鉄道福武線との相互直通運転を開始[4]。同時に直通列車専用の単式ホームを新設し、駅構内を2面3線に拡張。

## 駅構造
島式ホーム1面2線と単式ホーム1面1線の地上駅。無人駅であり、東側の駅本屋とは構内踏切で結ばれている。
単式ホームは田原町方面からの折り返し専用で、福井鉄道福武線直通列車専用の低床ホームになっている。
| のりば                           | 路線        | ホーム     | 行先                                    |
| -------------------------------- | ----------- | ---------- | --------------------------------------- |
| 下り（駅舎側）                   | ■三国芦原線 | 高床ホーム | みくに方面 (あわら湯のまち・三国港方面) |
| 上り（中線側）                   | ■三国芦原線 | 高床ホーム | ふくい方面 (福井方面)                   |
| フェニックス田原町ライン（外側） | ■三国芦原線 | 低床ホーム | 田原町・(福武線直通)たけふ新方面        |

福井鉄道との相互乗り入れ計画開始当初は、直通区間を福井市内で完結する形態となる、福武線の浅水駅 - 鷲塚針原駅間で福井鉄道車両のみの片乗り入れとする計画であったが、福井鉄道側の施設面やダイヤ面、および旅客の利便性を向上させる目的から、当初計画を変更し、起点の越前武生駅（現・たけふ新駅）からの直通およびえちぜん鉄道側も車両を用意しての相互直通運転とした。一方で、えちぜん鉄道側は、相互直通列車の折返し駅は当初の計画通り鷲塚針原駅のまま（ただし厳密には一度西長田駅までの直通に計画変更をしたものの、再度の計画変更で当初計画に戻った）としたため、えちぜん鉄道直通列車はあわら湯のまち・三国港方面には設定されていない。相互直通運転開始と同時に、駅舎から線路3本を挟んで反対側となる低床ホームにも駅出入口が設けられている。

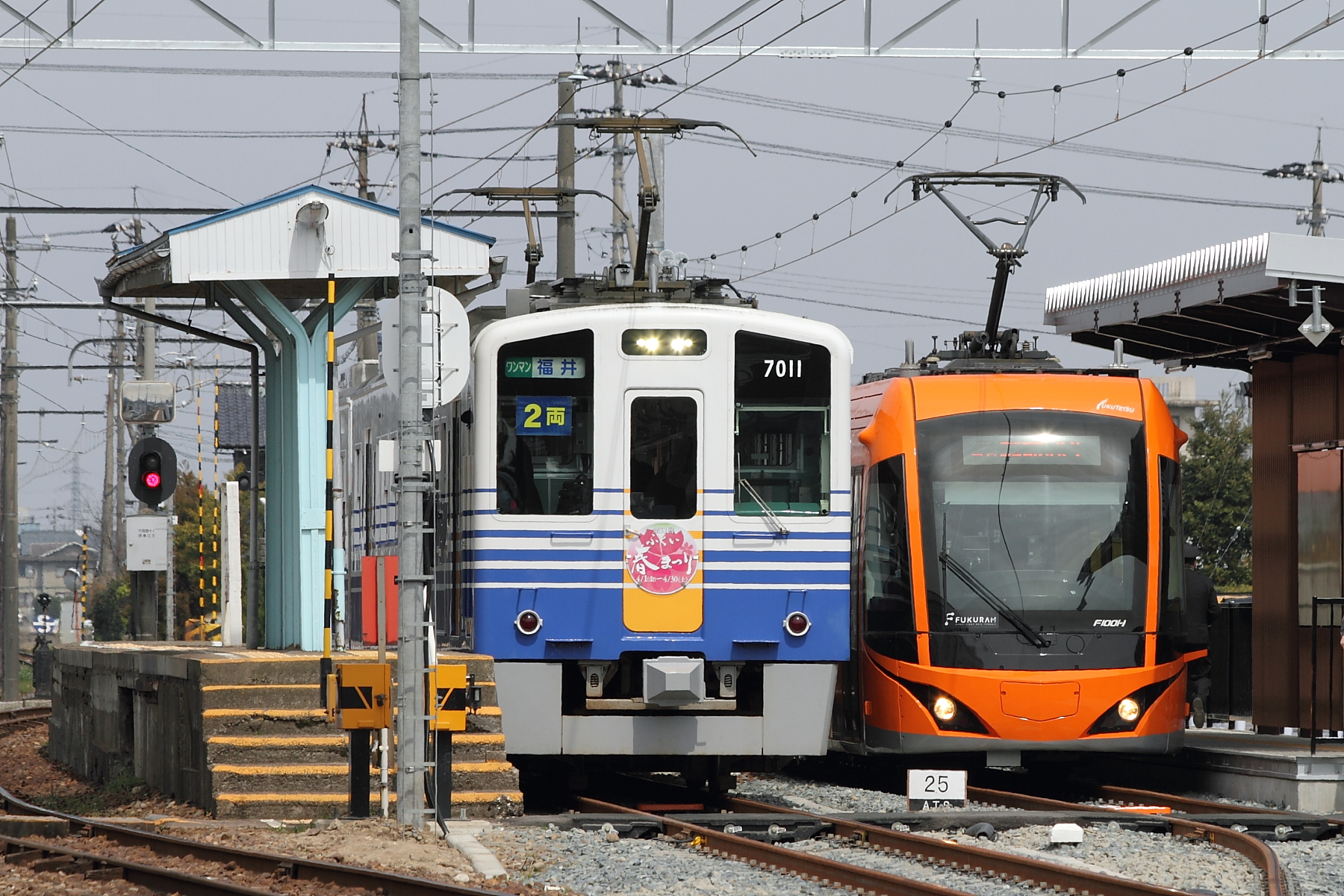
普通電車の島式ホーム（左）と福井鉄道直通電車の低床ホーム（右）
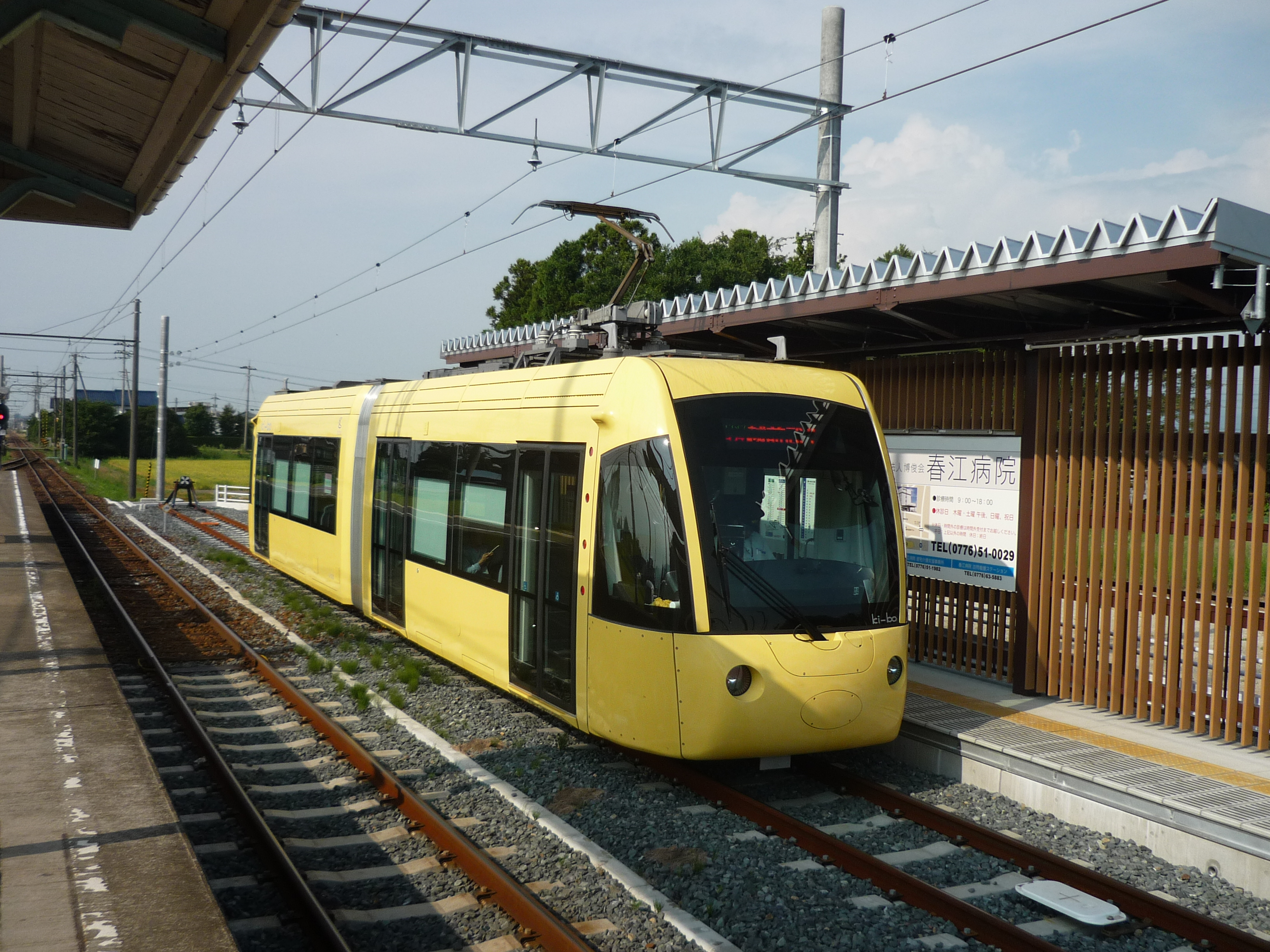
低床ホームに停車中のえちぜん鉄道L形電車（2016年8月）

## 利用状況
1日の平均乗降人員は以下の通りである。
| 乗降人員推移 | 乗降人員推移 |
| 年度         | 1日平均人数  |
| ------------ | ------------ |
| 2011年       | 269          |
| 2012年       | 263          |
| 2013年       | 254          |
| 2014年       | 253          |
| 2015年       | 237          |
| 2016年       | 282          |
| 2017年       | 279          |
| 2018年       | 293          |

## 駅周辺
三国芦原線上では福井市のほぼ北端に位置し、約100m北には坂井市との境界が控える。駅名は、福井市川合鷲塚町の「鷲塚」と、坂井市春江町針原の「針原」との合成駅名となっている。
えちぜん鉄道のほぼ全線にわたって開けている場所でもあるため、列車無線基地局が設置されており、本屋に隣接してアンテナを据えたコンクリート柱が建っている。
農村型集落の中にあり、民家群や少々離れた場所に若干の商店もあるが、田畑が大勢を占める。東へ約1km先には福井県工業技術センター（工業試験場）、新興住宅街、自動車学校などがある。福井県運転者教育センター（運転免許試験場）の、福井方面からの最寄駅（北東約800メートル）。
- ケイカン交通 鷲塚針原駅バス停留所
  - 春江・新田塚線 バロー新田塚店行き、安沢行き
- 福井県道・石川県道5号福井加賀線（芦原街道）
- 河合郵便局

## 隣の駅
えちぜん鉄道
■三国芦原線
□快速（上りのみ）
新田塚駅 (E30) ← 鷲塚針原駅 (E32) ← 太郎丸エンゼルランド駅 (E33)
■普通（福武線直通列車のみ）
新田塚駅 (E30) - 鷲塚針原駅 (E32)
■普通
中角駅 (E31) - （（臨）仁愛グランド前駅） - 鷲塚針原駅 (E32) - 太郎丸エンゼルランド駅 (E33)